# 11173 Jayanderson
11173 Jayanderson eller 1998 FA59 är en asteroid i huvudbältet som upptäcktes den 20 mars 1998 av LINEAR i Socorro County, New Mexico. Den är uppkallad efter Jay S. Anderson.
Asteroiden har en diameter på ungefär 6 kilometer.